# Al-Malik al-Salih Isma'il
al-Malik al-Ṣāliḥ Ismāʿīl ibn Nūr al-Dīn (in arabo ﺍﻟﻤﻠﻚ ﺍﻟﺼﺎﻟﺢ ﺍﺳﻤﺎﻋﻴﻞ‎?, al-Malik al-Ṣāliḥ Ismāʿīl; 1163 – 1181) è stato Emiro di Damasco nel 1174 e di Aleppo dal 1174 al 1181.
Aveva appena undici anni quando suo padre Norandino morì nel 1174. Fu allora posto sotto la protezione dell'eunuco Gümüshtekin che, in veste di Atabeg, lo portò per proteggerlo ad Aleppo.
Mentre i militari e gli amministratori che avevano operato sotto il padre si contendevano le ricche spoglie del suo Sultanato, in Egitto, Saladino riconobbe Ismāʿīl come suo signore, sebbene nutrisse ben altri intendimenti sull'Egitto e la Siria.
Saladino entrò a Damasco nel 1174 e si proclamò legittimo Reggente di al-Malik al-Ṣāliḥ Ismāʿīl, e nel 1176 sconfisse gli Zengidi fuori della città, sposò la vedova di Norandino, ʿIsmat al-Dīn Khātūn, e fu riconosciuto come il governante della Siria. al-Malik al-Ṣāliḥ Ismāʿīl morì nel 1181.
Secondo le narrazioni crociate, caratterizzate da un buon rateo di fantasia, sua madre sarebbe stata la sorella di Bertrando di Tolosa, che era stato fatto prigioniero da Norandino nel corso della Seconda crociata. Una leggenda simile coinvolgeva anche la madre di Zengi, nonno di Ismāʿīl.